# 西班牙國家足球隊
西班牙國家足球隊（西班牙語：Selección de fútbol de España），是西班牙最高層級的國家足球代表隊，由西班牙皇家足球協會組隊和管理，代表西班牙參與國際賽事。
雖然西班牙是四届歐洲盃冠軍和2010世界盃冠軍，但在奪得2008年歐洲國家盃之前，長時期無法在國際賽上取得顯赫的戰績，唯有個別球員能夠達到世界頂級水平，但整體實力並不算突出。此前西班牙具代表性的榮譽僅有1964年歐洲國家盃，其次是1992年巴塞隆納奧運會足球賽冠軍；而在世界盃以往最佳成績僅為1950年世界盃的殿軍。
直至2000年代，在青少年球員的培訓上效果可觀，西班牙開始湧現大量優秀的年輕球員，使西班牙不再是大賽的陪跑份子。2008年的歐洲國家盃，西班牙在決賽中以1:0擊敗德國，相隔44年後再次奪得該項錦標，並於2008年7月國際足協的世界排名中歷史性地登上首位。2010年南非世界盃，西班牙在決賽的加時下半場由恩尼斯達射入奠定勝局的入球，最終一球力克勁敵荷蘭，歷史性地捧起足球界最高殊榮大力神杯。西班牙之後更奪得2012年歐洲國家盃冠軍，成為首支成功衛冕歐國盃的國家隊，西班牙四年之內兩奪歐洲國家盃以及奪得世界盃冠軍三項大賽錦標，更是足球史上一項新紀錄在各項世界知名的國際足球賽事中，只差洲際國家盃冠軍還未曾獲得，后来西班牙拿下了欧洲国家联赛，历史上继承世界杯之后第二次拿下此足球队历史上未能夺得的荣誉。
西班牙隊特色為超強的腳下技術，全員都有出色的控球與傳球能力，特別是中場球員的質與量皆遙遙領先他國，但是身材與力量普遍較低，不擅長肢體碰撞的肉搏戰。隊長是為國家隊出賽次數最多者。
另外，由2006年11月至2009年6月期間，西班牙開創了在國際賽事中連續35場不敗的輝煌紀錄，並憑當中連勝15場的凌厲走勢與巴西共同保持住連續獲勝場數紀錄，現時該國家足球隊成員大多數效力西班牙甲組足球聯賽，主力球員以巴塞隆納與皇馬球員居多。

## 歷史

### 1950年世界盃
在1950年6月24日至7月16日期間舉行的巴西世界盃上，西班牙被抽籤分到第2組作賽，同組的隊伍包括英格蘭、美國和智利。西班牙隊以全勝姿態完成所有小組比賽，因此以第2組榜首出線。
當屆的賽制比較特別（此後亦未沿用），並不是由單一的淘汰賽分勝負來決定世界盃冠軍誰屬，而是要4支在首輪分組中獲得榜首的球隊再以單循環形式分別互相對賽，得分最高一隊奪得冠軍，而4支晉級決賽圈的分別是烏拉圭、巴西、瑞典以及西班牙。西班牙在決賽圈中以1和2負的成績完成比賽，得到殿軍。西班牙隊在1950年世界盃的頭號得分手，是入了5球的前鋒巴索拉。

### 比拉隆加與1964年歐洲冠軍
1962年，傳奇教頭比利亚隆加被任命為西班牙隊主教練。在比拉隆加麾下，西班牙得以躋身1962年世界盃，但在第一輪分組賽中遭遇巴西、捷克和墨西哥而早早被淘汰出局，而原籍匈牙利的传奇巨星费伦茨·普斯卡什此年加入西班牙籍出战世界杯，但未能有较出色的发挥。

1964年歐洲國家盃決賽的西班牙陣容

兩年後，西班牙主辦第2屆歐洲國家盃。他們在兩回合制淘汰賽之中一路過關斬將，先後擊敗羅馬尼亞（兩回合計7-3）、北愛爾蘭（兩回合計2-1）和愛爾蘭（兩回合計7-1）而進入準決賽。西班牙隊在一場過的準決賽對手是當時的奪標大熱匈牙利，經過加時賽後，西班牙才艱難地憑2-1的比數晉級。接著在1964年6月21日於馬德里巴拿貝球場上演萬眾矚目的決賽，這場東道主西班牙對上屆冠軍前蘇聯的戲碼總共吸引了79,000名觀眾入場。開賽第6分鐘，西班牙前鋒佩雷達接應路易斯·苏亚雷斯傳中射門建功，但僅領先了3分鐘就被胡塞諾夫為前蘇聯扳平。第83分鐘馬些連奴·馬天尼斯的頭搥破網奠定勝局，為西班牙奪取歷史上第一項國際大賽錦標。
作為歐洲冠軍，西班牙自動取得66年英格蘭世界盃的參賽資格。隊中保留了1964年的冠軍班底人馬，而比拉隆加亦留任執教，可惜西班牙隊先後不敵同組勁旅阿根廷和西德，雖然及後擊敗瑞士但仍然未足以晉級。比拉隆加在當屆世界盃出局後離職，西班牙隊隨之進入一段不短的黑暗時期。

### 70年代低潮
自1966年世界盃失利和比拉隆加下台，西班牙隊在接下來的連續3屆歐洲國家盃和2屆世界盃都未能躋身到決賽週階段。西班牙隊國家隊低迷的狀況到1976年歐洲國家盃外圍賽裡才稍有起色，他們在外圍賽小組中與羅馬尼亞、蘇格蘭和丹麥同組並且連連報捷，不過之後以1-3敗於西德手下，仍然被外圍賽拒之門外。
78年阿根廷世界盃是西班牙隊由1966年起首次重新回歸國際足球大舞台，亦是他們在整個70年代唯一參與過的一項大賽。西班牙以小組首名突破外圍賽後，在決賽週首圈被分在第3組，同組的包括老對手巴西和瑞典，另外還有奧地利。然而，西班牙隊出師不利，首場亮相就意外地以1-2敗於奧地利。他們立即提升狀態，在第二仗中0-0迫和巴西；第三仗亦1-0力挫瑞典，可惜仍逃不出首圈出局的命運，可說是為其慢熱表現付出了代價。

### 1982年西班牙本土世界盃
1982年西班牙第一次舉辦世界盃，亦是首次由16隊擴充到24隊在決賽週競逐，作為主辦國，西班牙國內普遍對由辛達馬利亞帶領的國家隊期望甚殷。首圈分組階段，西班牙被分在E組作賽。揭幕戰上卻被洪都拉斯以1-1迫和，幸好第二輪比賽裡2-1擊敗南斯拉夫，即使其後1球負於北愛爾蘭也無礙出線次圈。
於次圈第2組裡，西班牙1-2再次不敵西德隊，最後一場則悶和英格蘭0-0，因而無力扭轉局勢晉身四強。決賽週後領隊辛達馬利亞便立即被西班牙足協解僱了。

### 1984年歐洲國家杯及1986年世界杯
失意於1982年世界杯後，新任西班牙領隊米基爾·文奴斯上場。而西班牙在他領軍下，在1984年歐洲國家盃及1986年世界杯有不錯表現。
西班牙在1984年歐洲國家杯外圍賽最後一場比賽大勝馬耳他12-1，結果以較多得球反壓本來在得失球差有十一球優勢的荷蘭，奇蹟地取得出線資格。在決賽周首圈分組賽，更爆冷擊敗大熱門西德出線四強，再在準決賽以互射十二碼擊敗表現可人的丹麥，自1964年以來首次晉身決賽，最後以0-2不敵東道主法國屈居亞軍。
至1986年世界杯，西班牙打入最後十六強，在十六強賽以5-1的大比數，再一次撃敗丹麥（西班牙在兩年後的歐洲國家杯再一次打敗丹麥，所以在八十年代西班牙被稱為『丹麥剋星』），但在八強賽互射十二碼不敵比利時出局。

### 1988-92年名宿領導
為了備戰意大利世界盃，西班牙足協在1988年邀請曾經合共為巴塞隆拿和國際米蘭射入過百球、於1964年為西班牙在歐洲國家盃奪標而回的功臣——蘇亞雷斯執教球隊。西班牙隊球員在這位受盡國人尊崇的名宿的指揮底下都不敢鬆懈，他們輕易通過外圍賽之後，在決賽週分組首仗與烏拉圭互無紀錄，接著便連續擊敗南韓（3-1）和比利時（2-1），以小組首名身份晉級。16強淘汰賽，西班牙前鋒雖然在第83分鐘建功追平南斯拉夫隊，但加時賽階段史杜高域再次射穿由把守的大門。
雖然過早地在16強出局令西班牙群眾略感失望，但由於球隊的演出可圈可點，苏亞雷斯在決賽週過後仍被留用，直至1991年回到聖西路球場第二度接掌國際米蘭為止，任內總共27次率領西班牙隊作賽。
他的繼任人米拉則顯得來去怱怱，在連基本任務——通過92年歐國盃的外圍賽也辦不到後唯有狼狽地下台。米拉短短7個月的國家隊領隊生涯裡，他所兼顧的U-23奧運隊反而幹得不錯，於當年夏天的巴塞隆納奧運會足球項目上摘金而回。

### 1992-98年，基文迪時期
哈维尔·克莱门特（Javier Clemente）在1992年被選為新的西班牙教練，他在12場世界盃外圍賽裡領軍取得8勝3和1負的佳績，從而進入94年美國世界盃的決賽週。在C組，西班牙先後與南韓隊（2-2）以及德國隊（1-1）握手言和，因此直到最後一場分組賽3-1擊敗玻利維亞始告出線。西班牙於首輪淘汰賽輕易過關，在華盛頓淨勝實力一般的瑞士3球。不過他們在半準決賽裡1-2受挫於當屆亞軍、由狀態大勇的巴治奧帶領的意大利隊，該場賽事競爭激烈，西班牙中場靈魂人物安歷基更被對方後衛泰索迪的手肘打斷鼻樑，到了下半場兩方踢成1-1，戰況開始陷入膠著局面，93年世界足球先生巴治奧在臨完場前5分鐘射入制勝球，一腳把西班牙從八強中淘汰掉。
兩年後的歐洲國家盃，西班牙與保加利亞、法國和羅馬尼亞身處同一組，西班牙在首兩場分組賽都和對手1-1言和，藉著最後一場把握機會以2-1擊破羅馬尼亞而以第2名出線。然後在溫布萊球場75,440名觀眾見證的半準決賽上，西班牙遭逄主辦國英格蘭，為了避免先失球落後，雙方在場上都踢得小心翼翼，終於經過120分鐘無入球的悶局之後，西班牙在互射12碼階段有希亞路射失，最終以12碼比分2-4飲恨，在半準決賽行人止步。
1998年在法國上演的世界盃是基文迪第二次衝擊這項足球界最崇高殊榮，但球隊表現卻不進反退，令支持者大失所望。雖然在之前的一系列外圍賽均保持不敗，但來到首次有32隊參與的決賽週，西班牙依舊要為一向的慢熱習慣付出沉痛代價。他們首仗對尼日利亞被2-3擊敗，然後又久攻不下巴拉圭而0-0言和，即使在分組最後一戰6-1大勝保加利亞亦已經為時已晚，由於巴拉圭在另一邊箱面對已經篤定出線的尼日利亞也全取3分，結果西班牙黯然出局。

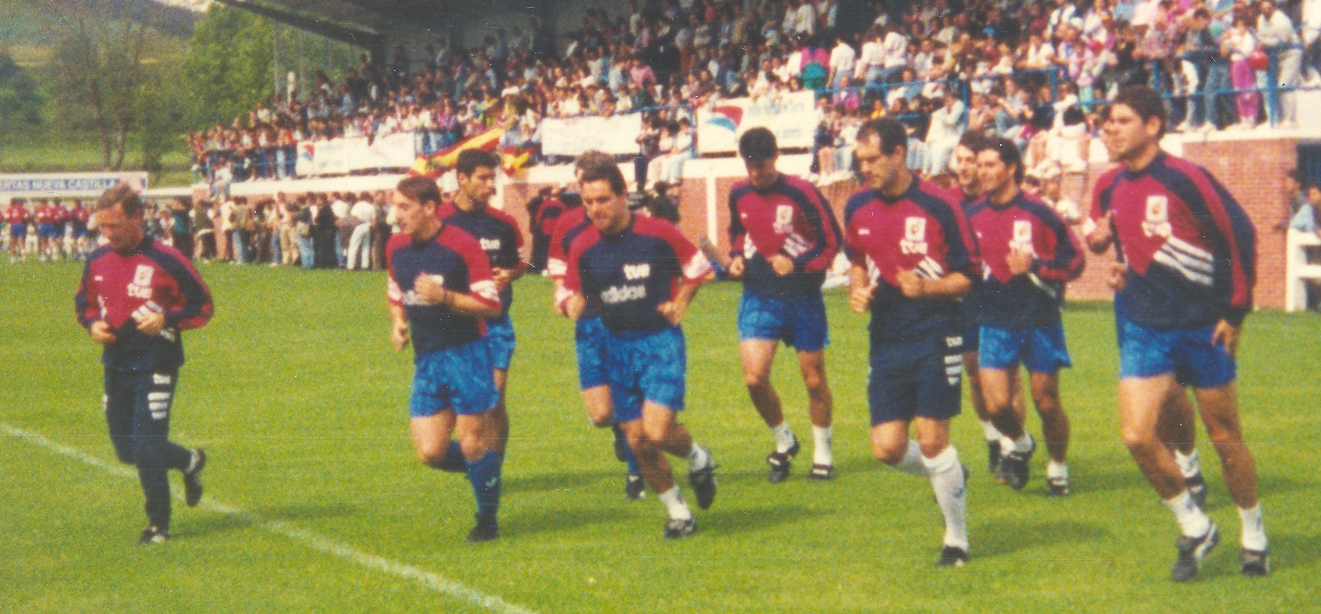
哈维尔·克莱门特（左一）正在帶領西班牙隊球員進行操練

### 千禧年歐國盃和遺憾的日、韓之旅
西班牙隊在法國世界盃後每況愈下，1998年9月在歐國盃外圍賽的序幕戰竟然2-3敗予塞浦路斯，這場尷尬的失利使國家隊無地自容，亦令西班牙足協終於忍無可忍地辭退基文迪。
新官上任的甘馬曹迅速扭轉乾坤，接著的每一場外圍賽都旗開得勝，昂然邁向千禧年歐洲國家盃(Euro 2000)。在C組首戰0-1意外輸給挪威令人擔心西班牙會固態復萌，但他們懸崖勒馬地2-1殺退斯洛文尼亞後；又憑藉一場扣人心弦的絕地反擊而驚險地出線：該場南斯拉夫一路領先3-2到賽事末段，但中場文迪達在第90分鐘冷靜地處理12碼扳平，到了補時階段阿方素（Alfonso Pérez）勁射破網，為西班牙4-3反超前對手，並一舉拿下小組首名位置。不過在出線之後，即使文迪達再度把握12碼機會追平，球隊仍然被憑施丹和佐卡夫建功的當屆冠軍法國隊技術性擊倒。
2002年日、韓世界盃是首個由兩國合辦和首次在亞洲舉行的世界盃，西班牙在這屆世界盃裡陣容完整且備戰充足，發揮出本身應有的實力。他們在分組賽3戰皆捷（3-1勝斯洛文尼亞、3-1勝巴拉圭、3-2勝南非），一改過往大賽首仗不勝的惡習之外，亦顯示出良好的狀態和入球能力。首輪淘汰賽對手是愛爾蘭，兩軍在法定時間憑藉各自的射手摩連迪斯與羅比·堅尼破門而打和，經過加時亦再無入球之後，西班牙年輕門將卡斯拿斯便成為了最後階段的主角，他撲出對方干路尼和基爾賓尼的12碼，加上賀蘭特的12碼中楣彈出，使西班牙淘汰掉頑強的對手。
西班牙在隨後那場8強戰出局並掀起巨大的爭論，原因是對手南韓隊明顯操縱黑哨。在該場球賽裡皮球兩次越過南韓隊龍門，但都被埃及籍球證甘杜爾（Al-Ghandour）判處入球無效，先是南韓球員在下半場時曾經自擺烏龍；另一次發生在加時賽，當時祖亞昆在右邊底線傳中予摩連迪斯頭搥破網，球證卻指皮球出界在先而判南韓隊一個龍門球，不過現場大螢幕的電視回放清楚地映出祖亞昆在白界線上已將皮球停住。其餘的爭議還包括摩連迪斯一次射門中柱後的單刀機會被吹罰越位。因此，南韓隊在互射12碼後如願以償進入四強，締造其有史以來最輝煌的世界盃成績。
然而涉案球證甘杜爾卻麻煩不斷，國際間紛紛譴責他指控賽果，並質疑其職業操守。英國廣播公司（BBC）則報導甘杜爾收受了國際足協副主席鄭夢準（南韓人）一輛汽車為報酬，換取對南韓隊的有利執法。面對廣泛報導，甘杜爾一度威脅對部分媒體採取法律行動，最終選擇在陣陣疑團之中掛哨，結束國際A級球證生涯。就在一片紛爭之中，西班牙隊領隊甘馬曹亦宣布辭職，其職位交由沙斯取代。

### 意外的轉捩點
2004年鄰國葡萄牙主辦的歐洲國家盃上，西班牙與兩支最後參演決賽的隊伍葡萄牙和希臘，以及俄羅斯被一起編在A組。西班牙在首仗憑華拿朗建功而1球小勝俄羅斯，然而接著的那場賽事在摩連迪斯先開紀錄的情況下卻被希臘隊迫和。在關鍵的第三仗，西班牙只需與對手葡萄牙打和便足夠出線，可惜全場唯一入球乃來自對方前鋒紐奴·高美斯。於是西班牙與希臘在小組中同積4分，對賽往績平手，得失球差亦相同，結果西班牙僅因為入球數比希臘少而提早畢業。
雖然這樣的結果令不少人跌眼鏡，然而大賽後來的進展證明西班牙出局只不過是一切驚訝的小小序幕，因為第一次參與大賽決賽週的希臘最後竟然炮製出奪冠神話。而西班牙隊則在這屆大賽數週後開除沙斯，同時迎來一位能與傳奇領隊比利亚隆加媲美、振興西班牙足球的大人物——阿拉干尼斯。

### 王朝時代的肇始，2006世界盃及2008年歐洲國家盃

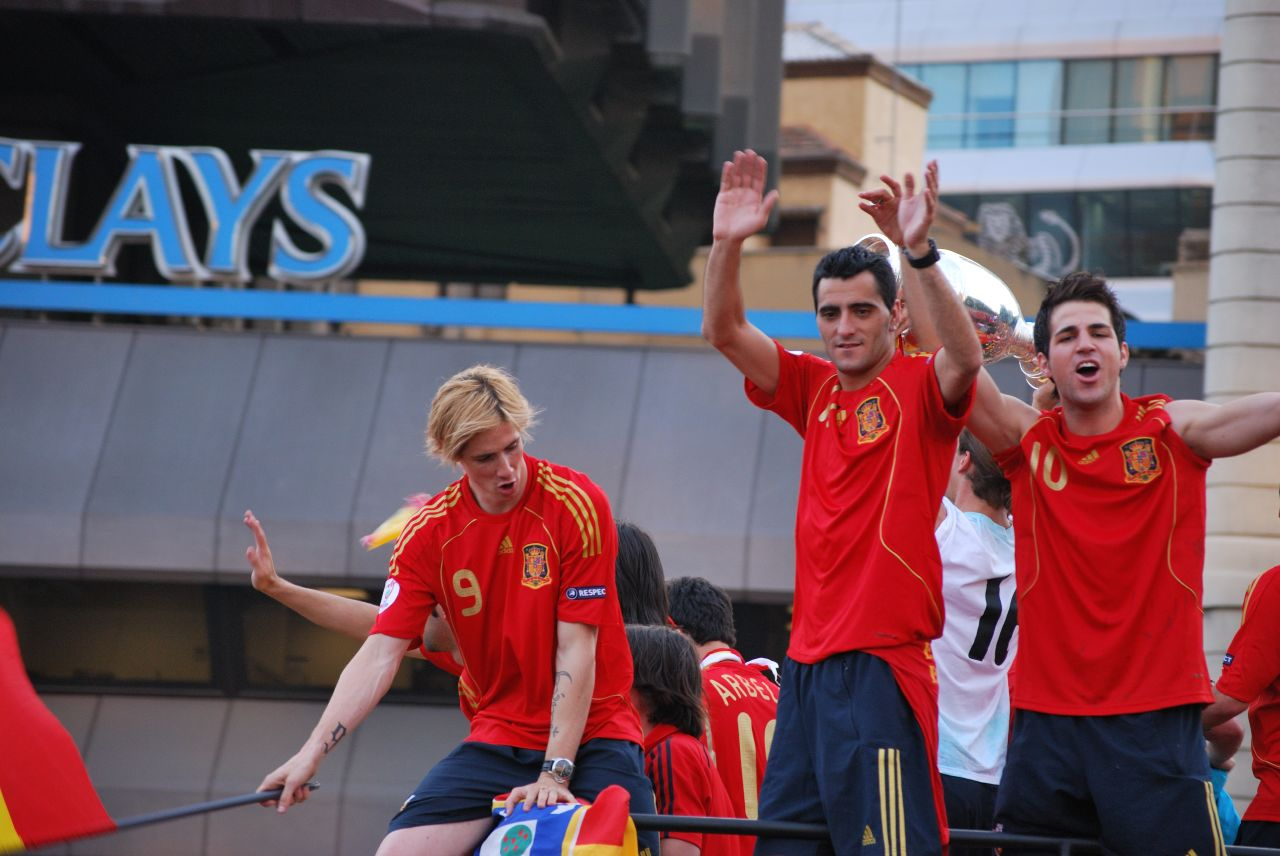
（左起）費蘭度托利斯、古爾沙和法比加斯在2008年參加奪冠後的勝利巡遊

2008年歐洲國家盃決賽的西班牙陣容

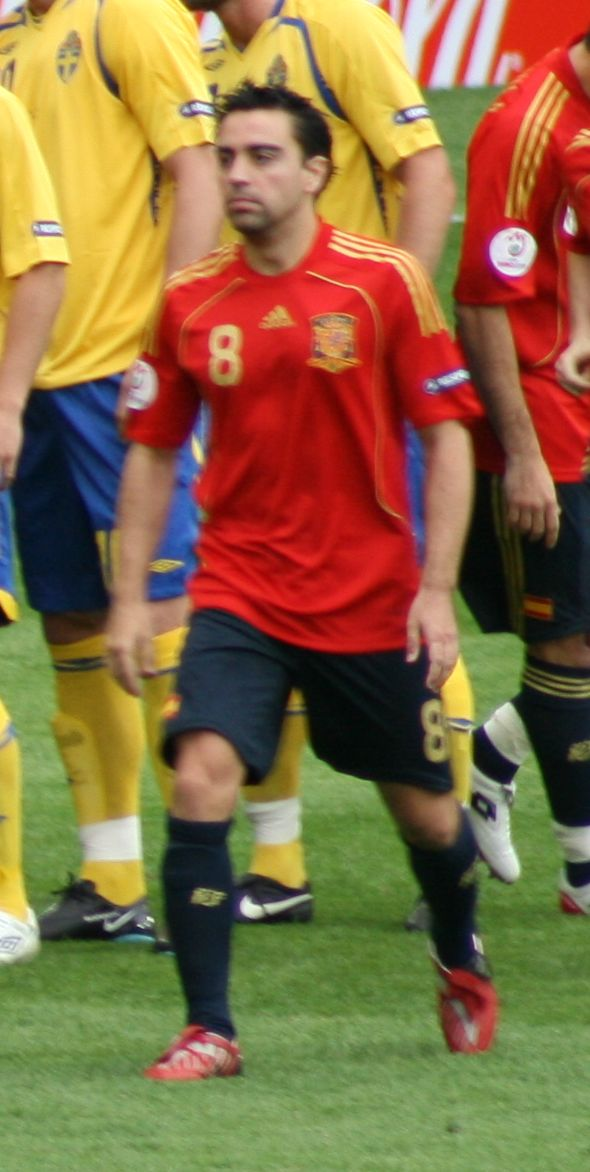
西班牙在08歐國盃的中場指揮官兼大會最佳球員: 沙維

德國世界盃是阿拉干尼斯接手球隊後的首項大賽，他一改西班牙一直沿用的4-4-2雙翼鋒陣式，轉用4-3-3三前鋒陣式，前線上的組合分別是魯爾、大衛·韋拿和費蘭度托利斯三名射手。而西班牙在分組賽裡也表現得毫不手軟，連續擊敗烏克蘭（4-0）、突尼西亞（3-1）後，在最後一場輪換了11名後備球員上陣亦1球小勝沙特阿拉伯，以3戰全勝入8球失1球的成績高居H組之首。不過他們甫進入淘汰賽便慘遭滑鐵盧，面對在G組屈居於瑞士之後僅以次名出線的法國隊，近況大勇的西班牙在賽前被一致看好。開賽後第13分鐘，大衛·韋拿為西班牙先開紀錄，然而大賽經驗稍遜對手的西班牙未能維持領先優勢，對方的列貝利在完半場前扳平，到下半場韋拉與施丹分別在第83和90分鐘入球助法國完成後來居上。西班牙隊在這次大賽唯一的可喜之處是大衛·韋拿和費蘭度托利斯各自射入3球，順利完成前鋒位置上的世代交替，間接令魯爾、路易斯加西亞等人在這次大賽後開始逐漸淡出國家隊。
2008年是西班牙國家足球隊輝煌的一年，這年的歐洲國家盃由瑞士、奧地利共同主辦。由於領隊阿拉干尼斯對國內媒體的大肆呼籲充耳不聞，堅拒讓魯爾重返國家隊，反而召入大衞·施華、古爾沙及辛迪·卡蘇拿資歷較淺的球員，加上球隊歷來「雷聲大雨點小」，使西班牙於這次大賽前夕並沒有一如以往地被寄予厚望。
然而，西班牙在分組首仗就帶來驚喜，大衛·韋拿演出帽子戲法協助球隊大勝俄羅斯4-1，接下來又憑他在補時階段的入球2-1力克瑞典隊。最後一場面對希臘雖然先落後但迪拉列特和古爾沙及時建功，使西班牙一報4年前之仇，倒過來把希臘淘汰出局。3戰過後西班牙積9分居首，與6分取得次名的俄羅斯攜手出線。
出線後他們遭逢2006年世界盃冠軍意大利，在得悉國王胡安·卡洛斯一世親臨觀賽下，西班牙球員格外將士用命，大衞·施華的左路突破和起腳多次造成威脅，但都被意大利鋼門布馮一一化解，雙方在120分鐘內都未分高下，需要互射12碼分勝負。結果再一次造就卡斯拿斯成為英雄，他救出了對方迪羅斯以及迪拿達利的施射；而其他西班牙球員也一掃國家隊過去3度在半準決賽12碼出局的頹風，當第5輪劊子手法比加斯鎮定地操刀射入後，西班牙終於一破宿命進入四強階段。
在準決賽西班牙重遇俄羅斯，與之前在分組交手時不同的是俄羅斯的皇牌球員艾沙雲已經完成小組賽頭兩輪的停賽，更在瑞典和荷蘭身上各入一球來宣佈自己的復出。不過即使有他在陣，面對西班牙穩健的控球和快速的攻勢，俄羅斯只好屯重兵在自己的半場進行防守，使「沙皇」在前線上變得孤立無援，並未構成任何致命威脅。結果西班牙由中場大腦沙維、前鋒古爾沙和左翼大衞·施華在下半場連續破網，再次輕鬆地3球擊潰俄羅斯。
決賽在2008年6月29日於維也納的安斯夏普球場上演，西班牙的對手是決賽常客，由波歷克帶領的德國隊。因為大衛·韋拿在半準決賽受傷仍未康復，阿拉干尼斯不得不改用4-5-1陣式，由費蘭度托利斯在鋒線獨力掛帥，而他身後則有5人組成的中場線支援。這次的變陣效果理想，5人中場緊緊控制住場上的節奏，令西班牙在開賽後不久便取得壓倒性的優勢。第33分鐘，沙維一次轉身後妙傳在對方禁區頂的費蘭度托利斯，托利斯接球之後壓過僅餘的後衛拿姆闖入禁區右側施射，皮球越過出迎的守門員列文頭頂在遠處入網。下半場西班牙的攻勢持續，全場13次射門當中7次中龍門，當中有7次射門在最後20分鐘產生，不過德國隊後防沒有再鬆懈，使西班牙未能增添紀錄。反觀德國隊雖然先後換入古蘭爾及馬里奧·高美斯兩名前鋒，但今場在進攻方面發揮一般，全場4次射門只有1次中目標。最終西班牙一球小勝德國，事隔44年再次高舉歐洲國家盃錦標。
賽後，歐洲足協技術小組評選這次大賽23人最佳陣容，西班牙隊一共有9人入選。另外，沙維獲頒最佳球員獎；而金靴獎也由大衞·韋拿奪得。而領隊阿拉干尼斯亦於賽後離任，由前皇家馬德里領隊迪保斯基接掌帥印。

### 2010年首奪世界盃
2010年世界杯外圍賽，西班牙持續奪得2008年歐洲國家杯的氣勢，外圍賽十仗全勝晉身決賽周。在首輪分組賽，西班牙卻出師不利，首場分組賽以0-1敗給瑞士。西班牙出線頓時亮起紅燈。第二場分組賽西班牙雖以2-0擊敗同組實力最弱的洪都拉斯，但要出線最後一場分組賽對智利仍非勝不可。結果西班牙在上半場已經攻入兩球，最後以2-1取勝，另一邊廂瑞士卻被洪都拉斯迫和，結果西班牙與智利雙雙晉級，西班牙更以較佳得失球差以首名出線十六強。
晉級十六強後，西班牙以較穩健保守的戰術應戰，先以1-0小勝鄰國葡萄牙晉級八強。八強面對世界杯老對手巴拉圭，在雙方各射失一記十二碼罰球後，西班牙在比賽後段攻入決定勝負一球，晉級四強。四強對手為兩年前歐洲國家杯的決賽對手德國。德國雖然在之前大勝英格蘭及阿根廷，兩場比場更攻入八球之多，攻力銳利，但對西班牙時德國採用較防守性的戰術，令西班牙前鋒處於困境，但西班牙最後憑後衛佩奧爾頭球攻入奠勝一球，連續三場賽事以1-0淘汰對手，首次晉身世界杯決賽。
2010年7月11日，西班牙在南非世界盃決賽對陣荷蘭，由於荷蘭以粗野的攔截應付技術較勝的西班牙，所以西班牙空有控球，但始終未開打開紀錄，結果90分钟時間雙方打成0-0平手，須加時決定勝負。終於由恩尼斯達在加時116分鐘為西班牙射入奠定性的一球，為西班牙歷史上首奪大力神盃。而由於在場上雙方的動作過大，所以荷蘭被國際足協罰款9000英鎊﹔而西班牙被罰6000英鎊。
這次世界盃的8個進球有5個是大衛·比利亞進的。

### 2012年，成功衛冕歐洲國家盃，西班牙足球王朝誕生

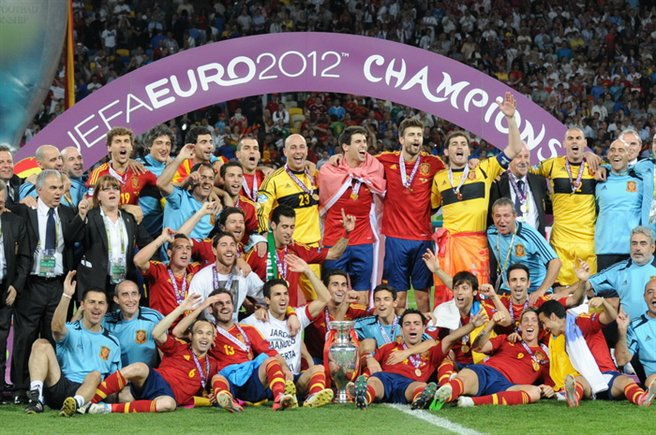
西班牙隊員慶祝奪得2012年歐國盃

西班牙延續奪得世界杯的氣勢，在外圍賽全勝晉級決賽周。自分組賽開始，西班牙多場比賽刻意排出沒有前鋒的「無鋒陣」，被指踢法消極沉悶而廣受非議，但西班牙卻在小組賽先賽和意大利1-1，後大勝愛爾蘭4-0，以及在驚濤駭浪下險勝克羅地亞1-0，兩勝一和以小組首名出線八強賽，之後在八強賽輕鬆以2-0擊敗法國，最後在準決賽以互射十二碼淘汰葡萄牙晉級決賽。
西班牙在決賽再次面對分組賽對手意大利，分組賽兩隊打成平手，但決賽中，西班牙隊將「無鋒陣」發揮成「全隊皆鋒」，攻力大增，再加上意大利隊後防先後受傷，以至西班牙屢次撕破意大利防線，最終憑大衛·施華、費蘭度·托利斯和四位球員各入一球下，以4-0擊敗意大利，這個比分也是歷來歐洲國家盃決賽最懸殊的比分，而西班牙成為首支成功衞冕歐國盃的球隊﹔個人獎項方面，恩尼斯達奪得大會最佳球員獎，神射手就由托利斯以較少上陣時間攻入三球奪得。

### 2014年世界盃遺憾出局
西班牙在連奪2008年及2012年兩屆歐洲國家盃冠軍，和2010年世界盃冠軍後，其氣勢在2014年世界盃未能維持。西班牙在外圍賽壓倒法國取得直接出線決賽周資格，賽前被視為奪標熱門之一，在首場分組賽的即面對是上屆亞軍荷蘭，重演2010年世界杯決賽，但西班牙在球員老化欠活力的情況下，以1-5大敗。第二場分組賽面對上屆分組賽對手智利，表現未有改善，再以0-2敗陣，結果兩戰全敗提早一輪宣告出局。西班牙最後一場分組賽以3-0大勝澳洲，以小組第三名結束這屆世界杯賽事。這是繼1998年世界盃後，西班牙隊歷史上第2次在世界盃分組賽就出局。
總結該屆世界盃，西班牙面對以速度見稱的荷蘭和智利完全顯得老鼠拉龜，荷蘭和智利以速度完美破解西班牙的「巴塞式」傳控踢法。再加上教練迪保斯基在前線過分依賴迪亞高哥斯達（而該屆迪亞高哥斯達的表現非常差劣），在大敗給荷蘭之後中前線亦沒有作出適當的輪換，以致對荷蘭和智利時攻擊線啞火。

### 2016年歐國盃及2018年世界盃出局及進入換代時期
在2014年世界盃的失望表現過後，教練迪保斯基繼續執教，吸取2014年在巴西因為球員活力不足遭到慘敗的教訓，有不少年輕的西班牙球員開始在國家對佔領主力位置，包括迪基亞、提亞高艾簡達拿、莫拉達等等。也間接使他們在2016年歐洲國家盃外圍賽取得九勝一負的成績晉身決賽圈。在2016年歐洲國家盃決賽圈，西班牙獲分配在E組，對手有土耳其、捷克及克羅地亞，在首兩場賽事中，西班牙能夠勝出。惟在最後一場關乎小組排名對陣克羅地亞的比賽中，西班牙在最後階段被克羅地亞反勝2-1，只能以次名出線。結果在十六強對上狀態大勇的意大利，最終以0-2落敗，未能衛冕歐洲國家盃。賽後執教八年的迪保斯基也宣布離任，即使如此，但是在該屆賽事的正選陣容中大多是當打年齡的球員，也為西班牙長遠的發展埋下伏線。
2016年7月21日，西班牙足總宣布委任祖倫·盧柏迪古出任國家隊總教練，在2016年歐國盃陣容中主力技術逐漸成熟下，再加上西班牙的新星如、阿辛斯奧開始冒起。如此同時多名2010世界盃冠軍成員也先後退下火線，在改朝換代下，西班牙的表現日漸改善，在2018年世界盃外圍賽中取得九勝一和的不敗成績晉身決賽圈，球隊相關的實力也一度被視為奪冠的大熱門，正當國家滿懷期待西班牙捲土重來的時候。2018年6月13日，皇家馬德里官方宣布盧柏迪古於世界盃後接任領隊。由於前不久盧柏迪古才與西班牙國家隊續約，這引發了西班牙足協高層的強烈不滿。同日，盧柏迪古被西班牙足總直接解僱。由前國腳希亞路臨時在2018年俄羅斯世界盃中領軍。即是陣容士氣受到影響以及在小組賽上面對歐洲國家盃冠軍得主葡萄牙、亞洲勁旅伊朗以及摩洛哥的情況下，仍然可以小組首名晉級淘汰賽，然而西班牙與俄羅斯經過1比1和局後，因點球大戰失敗而落敗。隨後希亞路並沒有繼續擔任國家隊領隊一職，並由2014-15球季為巴塞隆拿奪得三冠王的前領隊兼國腳安歷基接任領隊一職。

### 2020年歐洲國家盃及2022年世界盃
2020年歐洲國家盃外圍賽，西班牙取得小組首名晉身決賽周，但在決賽周分組初賽只取得三戰一勝兩和的成績，以小組次名出線十六強淘汰賽。西班牙在十六強面對應屆世界杯亞軍克羅地亞，本來領先兩球的西班牙在完場前被克羅地亞連入兩球追至3-3平手，但西班牙在加時賽再入兩球以5-3獲勝晉級八強，再以互射十二碼淘汰瑞士晉級四強，可惜在準決賽於互射十二碼敗給後來奪冠的意大利，亦是西班牙隊連續兩屆歐洲國家盃都被意大利淘汰。
2022年世界杯外圍賽，西班牙壓倒同組的瑞典和希臘，取得小組首名出線決賽周。決賽週分入E組的西班牙在首場分組賽以7-0橫掃哥斯達黎加，第二場分組賽則以1-1打平德國，雖然在最後一場分組賽以1-2爆冷負於日本，仍以較佳的得失球差壓倒同分的德國，取得小組第二名出線十六強賽，對陣摩洛哥。在對摩洛哥的十六強賽事中，雙方在法定90分鐘打成0-0平手，加時賽仍未破局，最終西班牙在互射十二碼階段連續三球不入，被對手摩洛哥以3-0淘汰，繼上屆世界盃再次於十六強賽在互射十二碼階段被淘汰，無緣八強。西班牙因此成為歷來在世界盃決賽周輸掉互射十二碼次數最多的球隊（4次）。

### “红衣军团黄金皇朝”重新建立，欧洲杯四冠王
西班牙开始在2022–23年欧洲国家联赛里有着良好的表现，年轻球员增多战术大幅提升, 以及新国家主教练德拉富恩特也放弃了以前传统的传控与进攻以及苦练脚下能力的玩法，改换速度控球快速进攻新踢足球法，也放弃传统上使用的4－3－3以及4－3－2的阵容，改用新阵容4－2－3－1，这个在西班牙队里取得了大量的成功，并在欧国联夺得冠军，是11年以来的首座锦标奖杯。
2024年欧洲杯，西班牙创下七戰全胜的辉煌战绩奪冠。
西班牙首先在外圍賽A組以小組首名晉級賽事決賽周，他們八場外圍賽賽事中贏了其中七場，只是輸了作客蘇格蘭的一場賽事。
決賽周中，西班牙被分到B組，與2022年世界杯季軍克羅地亞、衛冕冠軍意大利和阿爾巴尼亞同組，被喻為編入「死亡之組」。西班牙首場賽事於奧林匹克體育場以3–0擊敗克羅地亞。他們第二場分組賽在費爾廷斯競技場與衛冕的意大利對壘，結果以1–0勝出。兩場賽事過後西班牙已經篤定以小組首名晉級淘汰賽。最後一場分組賽中，西班牙進行大幅輪換對戰阿爾巴尼亞，結果在水星娛樂競技場再以 1–0 擊敗對手。結果西班牙以三戰全勝在「死亡之組」以首名出線十六強淘汰賽。
在淘汰賽階段中，西班牙在十六強對陣從F組第三位晉級的格魯吉亞，他們在萊茵能源體育場先落後一球下以4–1反勝對手。於半準決賽中，西班牙在與主辦國德國對壘，是2008年歐洲足球錦標賽決賽的翻版，當時西班牙以1–0勝出。這次西班牙經過加時賽後，以2–1再一次擊敗對手晉級準決賽。於準決賽中，西班牙在安聯球場與2022年國際足協世界盃亞軍法國對戰，是1984年歐洲足球錦標賽決賽和2021年歐洲國家聯賽決賽的翻版，兩場賽事都是由法國勝出。然而，這一次西班牙在先落後下最後仍然以2–1反勝對手，自2012年歐洲足球錦標賽決賽後再次晉身決賽。
晉身決賽後，西班牙的對手是連續兩屆都打入歐洲國家盃決賽的英格蘭。西班牙在下半場開賽一分鐘攻入首個入球，以1-0領先，其後英格蘭在73分鐘追平，而西班牙在完場前四分鐘攻入致勝一球，以2-1獲勝，第四次奪得歐洲國家盃冠軍，亦成為取得歐國盃次數最多的國家隊。
在欧洲杯之后的奥运会上，西班牙青年国奥队夺得历史上第二枚奥运金牌，睽违32年国奥队再次夺得奥运金牌，是继92年巴塞罗那奥运在家门口之后的另外一枚奥运金牌，与皇家马德里足球俱乐部，西班牙女足，西班牙U15及所有男女子青年足球队，卡洛斯·阿尔卡拉斯，西班牙女手，西班牙手球在2024年建立了第三代西班牙体育黄金一代。西班牙亦是繼1984年的法國，相隔40年後第二支在同一年同時奪得歐洲國家盃冠軍和奧運金牌的球隊。

## 球衣
西班牙的傳統球隊制服是一件紅色上衣，上面輔以黃色邊飾作點綴，而下身的短褲和襪子是統一的深藍色。其傳統作客球衣則是全身雪白，只配以少量黃或紅色作裝飾；另外，黃色上衣加上深藍色短褲和襪子亦是他們沿用多年的作客式樣。
西班牙隊的制服現時由Adidas公司設計和贊助，雙方的合作關係已經延續了許多年。目前的球衣款式是一件輔以簡潔金黃及彩藍條紋的鮮紅色上衣、彩藍短褲和紅襪；而客場的同款球衣則改為採用寶石藍作主色。球衣的胸前左方並不像其他國家隊般使用當地足協的標誌，而是印上了傳統的西班牙皇室徽章。对比本页顶部球衣胸前绣的“西班牙皇室徽章”与西班牙国徽和西班牙波旁王朝王徽，可以看出球衣徽章中部代表皇室的百合花是盾形的，与西班牙国徽和西班牙波旁王朝的圆形有显著差别。盾形百合花是法国波旁王朝的王徽。在2012年6月欧洲杯期间，有媒体指出了这个错误。
历届球衣
|         |
| 1920–21 |

|         |
| 1921–22 |

|         |
| 1922–36 |

|      |
| 1924 |

|         |
| 1936–38 |

|         |
| 1938–47 |

|         |
| 1947–59 |

|         |
| 1959–79 |

|         |
| 1979–81 |

|         |
| 1981–83 |

|         |
| 1984–86 |

|         |
| 1986–89 |

|         |
| 1990–91 |

|         |
| 1991–94 |

|         |
| 1994–95 |

|         |
| 1996–97 |

|         |
| 1998–99 |

|         |
| 2000–02 |

|         |
| 2002–04 |

|         |
| 2004–06 |

|         |
| 2006–08 |

|         |
| 2008–09 |

|                |
| 2008–09 (away) |

|         |
| 2009–10 |

|         |
| 2010–11 |

|                |
| 2010–11 (away) |

|         |
| 2011–12 |

|           |
| Euro 2012 |

|              |
| 2012– (away) |

|       |
| 2012– |

## 賽事成績

### 榮譽
- 國際足協世界盃
  - 冠軍（1次）：2010年
  - 殿軍（1次）：1950年
- 歐洲足協歐洲國家盃
  - 冠軍（4次）：1964年、2008年、2012年、2024年
  - 亞軍（1次）：1984年
- 國際足協洲際國家盃
  - 亞軍（1次）：2013年
  - 季軍（1次）：2009年
- 歐洲足協歐洲國家聯賽
  - 冠軍（1次）：2023年
  - 亞軍（1次）：2021年
- 奧林匹克運動會男子足球項目
  - 金牌（2次）：1992年、2024年
  - 銀牌（2次）：1920年、2000年

### 世界盃成績
| 年份   | 最終成績     | 總排名   | 場數     | 勝       | 和*      | 負       | 入球     | 失球     |
| ------ | ------------ | -------- | -------- | -------- | -------- | -------- | -------- | -------- |
| 1930年 | 無參賽       | 無參賽   | 無參賽   | 無參賽   | 無參賽   | 無參賽   | 無參賽   | 無參賽   |
| 1934年 | 八強         | 5        | 3        | 1        | 1        | 1        | 4        | 3        |
| 1938年 | 無參賽       | 無參賽   | 無參賽   | 無參賽   | 無參賽   | 無參賽   | 無參賽   | 無參賽   |
| 1950年 | 殿軍         | 4        | 6        | 3        | 1        | 2        | 10       | 12       |
| 1954年 | 未能晉級     | 未能晉級 | 未能晉級 | 未能晉級 | 未能晉級 | 未能晉級 | 未能晉級 | 未能晉級 |
| 1958年 | 未能晉級     | 未能晉級 | 未能晉級 | 未能晉級 | 未能晉級 | 未能晉級 | 未能晉級 | 未能晉級 |
| 1962年 | 小組賽       | 12       | 3        | 1        | 0        | 2        | 2        | 3        |
| 1966年 | 小組賽       | 10       | 3        | 1        | 0        | 2        | 4        | 5        |
| 1970年 | 未能晉級     | 未能晉級 | 未能晉級 | 未能晉級 | 未能晉級 | 未能晉級 | 未能晉級 | 未能晉級 |
| 1974年 | 未能晉級     | 未能晉級 | 未能晉級 | 未能晉級 | 未能晉級 | 未能晉級 | 未能晉級 | 未能晉級 |
| 1978年 | 小組賽       | 10       | 3        | 1        | 1        | 1        | 2        | 2        |
| 1982年 | 第二輪小組賽 | 12       | 5        | 1        | 2        | 2        | 4        | 5        |
| 1986年 | 八強         | 7        | 5        | 1        | 3        | 1        | 11       | 4        |
| 1990年 | 十六強       | 10       | 4        | 2        | 1        | 1        | 6        | 4        |
| 1994年 | 八強         | 8        | 5        | 2        | 2        | 1        | 10       | 6        |
| 1998年 | 小組賽       | 17       | 3        | 1        | 1        | 1        | 8        | 4        |
| 2002年 | 八強         | 5        | 5        | 3        | 2        | 0        | 10       | 5        |
| 2006年 | 十六強       | 9        | 4        | 3        | 0        | 1        | 9        | 4        |
| 2010年 | 冠軍         | 1        | 7        | 6        | 0        | 1        | 8        | 2        |
| 2014年 | 小組賽       | 23       | 3        | 1        | 0        | 2        | 4        | 7        |
| 2018年 | 十六強       | 10       | 4        | 1        | 3        | 0        | 7        | 6        |
| 2022年 | 十六強       | 13       | 4        | 1        | 2        | 1        | 9        | 3        |
| 總結   | 一次冠軍     | 16/22    | 63       | 30       | 15       | 18       | 99       | 72       |

### 歐洲國家盃成績
| 年份   | 最終成績 | 場數 | 勝 | 和* | 負 | 入球 | 失球 |
| ------ | -------- | ---- | -- | --- | -- | ---- | ---- |
| 1960年 | 未能晉級 | -    | -  | -   | -  | -    | -    |
| 1964年 | 冠軍     | 2    | 2  | 0   | 0  | 4    | 2    |
| 1968年 | 未能晉級 | -    | -  | -   | -  | -    | -    |
| 1972年 | 未能晉級 | -    | -  | -   | -  | -    | -    |
| 1976年 | 未能晉級 | -    | -  | -   | -  | -    | -    |
| 1980年 | 小組賽   | 3    | 0  | 1   | 2  | 2    | 4    |
| 1984年 | 亞軍     | 5    | 1  | 3   | 1  | 4    | 5    |
| 1988年 | 小組賽   | 3    | 1  | 0   | 2  | 3    | 5    |
| 1992年 | 未能晉級 | -    | -  | -   | -  | -    | -    |
| 1996年 | 八強     | 4    | 1  | 3   | 0  | 4    | 3    |
| 2000年 | 八強     | 4    | 2  | 0   | 2  | 7    | 7    |
| 2004年 | 小組賽   | 3    | 1  | 1   | 1  | 2    | 2    |
| 2008年 | 冠軍     | 6    | 5  | 1   | 0  | 12   | 3    |
| 2012年 | 冠軍     | 6    | 4  | 2   | 0  | 12   | 1    |
| 2016年 | 十六強   | 4    | 2  | 0   | 2  | 5    | 4    |
| 2020年 | 準決賽   | 6    | 2  | 4   | 0  | 13   | 6    |
| 2024年 | 冠軍     | 7    | 7  | 0   | 0  | 15   | 4    |
| 總結   | 12/17    | 53   | 28 | 15  | 10 | 83   | 46   |

- 淘汰賽階段PK戰均記作和局

### 歐足聯國家聯賽成绩
| 年份    | 最终成绩       | 场数 | 胜 | 和* | 负 | 入球 | 失球 | 備考  |
| ------- | -------------- | ---- | -- | --- | -- | ---- | ---- | ----- |
| 2018–19 | 未能晉身決賽週 | 4    | 2  | 0   | 2  | 12   | 7    | 聯賽A |
| 2020–21 | 亞軍           | 8    | 4  | 2   | 2  | 16   | 6    | 聯賽A |
| 2022–23 | 冠軍           | 8    | 4  | 3   | 1  | 10   | 6    | 聯賽A |
| 总结    | 2/3            | 20   | 10 | 5   | 5  | 38   | 19   | --    |

（*）包括淘汰赛阶段要以延长赛或十二码决胜之和局（90分钟）。

### 洲際國家盃成績
| 年份   | 最終成績 | 場數 | 勝 | 和* | 負 | 得球 | 失球 |
| ------ | -------- | ---- | -- | --- | -- | ---- | ---- |
| 1992年 | 未能晉級 | -    | -  | -   | -  | -    | -    |
| 1995年 | 未能晉級 | -    | -  | -   | -  | -    | -    |
| 1997年 | 未能晉級 | -    | -  | -   | -  | -    | -    |
| 1999年 | 未能晉級 | -    | -  | -   | -  | -    | -    |
| 2001年 | 未能晉級 | -    | -  | -   | -  | -    | -    |
| 2003年 | 未能晉級 | -    | -  | -   | -  | -    | -    |
| 2005年 | 未能晉級 | -    | -  | -   | -  | -    | -    |
| 2009年 | 季軍     | 5    | 4  | 0   | 1  | 11   | 4    |
| 2013年 | 亞軍     | 5    | 4  | 0   | 1  | 15   | 4    |
| 2017年 | 未能晉級 | -    | -  | -   | -  | -    | -    |
| 總結   | 2/10     | 10   | 8  | 0   | 2  | 26   | 8    |

## 近賽成績

### 2024年歐洲足球錦標賽外圍賽
| 排名 | 隊伍     | 賽 | 勝 | 和 | 負 | 得 | 失 | 差  | 分 | 獲得資格               |  |     |     |     |     |     |
| ---- | -------- | -- | -- | -- | -- | -- | -- | --- | -- | ---------------------- |  | --- | --- | --- | --- | --- |
| 1    | 西班牙   | 8  | 7  | 0  | 1  | 25 | 5  | +20 | 21 | 晉級決賽周賽事         |  | —   | 2–0 | 3–0 | 3–1 | 6–0 |
| 2    | 苏格兰   | 8  | 5  | 2  | 1  | 17 | 8  | +9  | 17 | 晉級決賽周賽事         |  | 2–0 | —   | 3–3 | 2–0 | 3–0 |
| 3    | 挪威     | 8  | 3  | 2  | 3  | 14 | 12 | +2  | 11 |                        |  | 0–1 | 1–2 | —   | 2–1 | 3–1 |
| 4    |          | 8  | 2  | 2  | 4  | 12 | 18 | −6  | 8  | 通過國家聯賽晉身附加賽 |  | 1–7 | 2–2 | 1–1 | —   | 4–0 |
| 5    | 賽普勒斯 | 8  | 0  | 0  | 8  | 3  | 28 | −25 | 0  |                        |  | 1–3 | 0–3 | 0–4 | 1–2 | —   |

## 紀錄

### 上場次數排名
*粗體為現役國家隊成員

截至2023年11月22日為止，累積為西班牙國家隊披甲上陣最多的10名球員如下：
| #  | 球員            | 生涯時期  | 上陣次數 | 入球 |
| -- | --------------- | --------- | -------- | ---- |
| 1  | 塞爾希奧·拉莫斯 | 2005–2021 | 180      | 23   |
| 2  | 卡斯拿斯        | 2000–2016 | 167      | 0    |
| 3  |                 | 2009–2022 | 143      | 2    |
| 4  | 沙維            | 2000–2014 | 133      | 13   |
| 5  | 恩尼斯達        | 2006–2018 | 131      | 13   |
| 6  |                 | 1985–1998 | 126      | 0    |
| 7  | 大衛·施華       | 2006–2018 | 125      | 35   |
| 8  |                 | 2003–2014 | 114      | 16   |
| =9 | 費蘭度·托利斯   | 2003–2014 | 110      | 38   |
| =9 | 法比加斯        | 2006–2016 | 110      | 15   |

### 國家隊射手
*粗體為現役國家隊成員

截至2023年11月22日為止，累積為西班牙國家隊入球最多的10名球員如下：
| #  | 球員            | 生涯時期  | 入球（上陣） | 入球率 |
| -- | --------------- | --------- | ------------ | ------ |
| 1  | 大衛·韋拿       | 2005–2017 | 590（98）    | 0.602  |
| 2  | 勞爾            | 1996–2006 | 440（102）   | 0.431  |
| 3  | 費蘭度·托利斯   | 2003–2014 | 380（110）   | 0.345  |
| 4  | 大衛·施華       | 2006–2018 | 350（126）   | 0.278  |
| 5  |                 | 2014–     | 340（69）    | 0.493  |
| 6  | 希亞路          | 1989–2002 | 290（89）    | 0.325  |
| 7  | 摩連迪斯        | 1998–2007 | 270（47）    | 0.574  |
| 8  |                 | 1984–1992 | 260（69）    | 0.377  |
| =9 |                 | 1957–1961 | 230（31）    | 0.742  |
| =9 | 塞爾希奧·拉莫斯 | 2005–2023 | 230（180）   | 0.129  |

### 國際性紀錄
西班牙國家隊近年表現穩定，並開始締造出一些國際足球界新紀錄。
- 最長連續獲勝：15場（2008年-2009年）
- 最長連續不敗：35場（2007年-2009年）與1993至1996年的巴西共同保持紀錄
- 領隊上任後最長連續獲勝：13場 - 迪保斯基
- 世界盃外圍賽分組最高積分 30/30分（2008年-2009年）
- 首支球隊成功衛冕歐洲國家杯冠軍： 2008年，2012年
- 歐洲國家盃決賽中入球最多紀錄: 2012年，4球

### 隊內紀錄
- 出場最多：168場 - 沙治奧·拉莫斯
- 入球最多：59球 - 大衛·韋拿
- 一年間入球最多：13球 - 大衛·韋拿（2008至2009年）
- 連續入球：6場 - 大衛·韋拿
- 世界盃決賽周神射手：9球 - 大衛·韋拿
- 單屆世界盃決賽周入球：5球 - （1986）和大衛·韋拿（2010）
- 最年長入球球員：35歲零275日 - 阿杜里斯 （2016）

## 球員名單

### 入選球員名單
- 以下是2024年歐洲國家盃26人正選名單
- 名單更新日期：2024年7月14日

| 號碼 | 位置 | 球員姓名                  | 出生日期（年齡）      | 出賽 | 入球 | 效力球會     |
| ---- | ---- | ------------------------- | --------------------- | ---- | ---- | ------------ |
| 1    |      | 大卫·（David Raya）       | 1995年9月15日         | 6    | 0    | 英格兰       |
| 13   |      | （Álex Remiro）           | 1995年3月24日         | 1    | 0    | 西班牙       |
| 23   |      | （Unai Simón）            | 1997年6月11日         | 46   | 0    | 西班牙       |
|      |      |                           |                       |      |      |              |
| 2    |      | 丹尼尔·卡瓦哈爾（Dani Carvajal）  | 1992年1月11日         | 49   | 1    | 皇家馬德里   |
| 3    | 后卫 | 罗宾·（Robin Le Normand） | 1996年11月11日        | 17   | 1    | 西班牙       |
| 4    | 后卫 | （Nacho Fernández）       | 1990年1月18日         | 29   | 1    | 皇家馬德里   |
| 5    | 后卫 | （Dani Vivian）           | 1999年7月5日          | 4    | 0    | 西班牙       |
| 12   |      | 亚力士·格里馬爾多（Álex Grimaldo）  | 1995年9月20日         | 6    | 0    | 德国         |
| 14   | 后卫 | （Aymeric Laporte）       | 1994年5月27日         | 35   | 1    | 艾納斯       |
| 22   |      | （Jesús Navas）           | 1985年11月21日        | 56   | 5    | 西班牙       |
| 24   |      | （Marc Cucurella）        | 1998年7月22日         | 10   | 0    | 車路士       |
|      |      |                           |                       |      |      |              |
| 6    | 中場 | （Mikel Merino）          | 1996年6月22日         | 28   | 2    | 英格兰       |
| 8    | 中場 | （Fabián Ruiz）           | 1996年4月3日          | 29   | 4    | 巴黎聖日耳曼 |
| 10   |      | （Dani Olmo）             | 1998年5月7日          | 39   | 11   | RB萊比錫     |
| 15   |      | （Álex Baena）            | 2001年7月20日         | 5    | 1    | 西班牙       |
| 16   |      | （Rodri）                 | 1996年6月22日         | 56   | 4    | 曼城         |
| 18   |      | （Martín Zubimendi）      | 1999年2月2日          | 10   | 0    | 西班牙       |
| 20   | 中場 | （Pedri）                 | 2002年11月25日        | 24   | 2    | 巴塞隆拿     |
| 25   | 中場 | （Fermín López）          | 2003年5月11日（21歲） | 2    | 0    | 巴塞隆拿     |
|      |      |                           |                       |      |      |              |
| 7    | 中锋 | （Álvaro Morata）         | 1992年10月23日        | 80   | 36   | 西班牙       |
| 9    | 中锋 | （Joselu）                | 1990年3月27日         | 13   | 5    | 皇家馬德里   |
| 11   | 右翼 | 费兰·（Ferran Torres）    | 2000年2月29日         | 46   | 20   | 巴塞隆拿     |
| 17   | 左翼 | （Nico Williams）         | 2002年7月12日         | 20   | 4    | 西班牙       |
| 19   | 右翼 | 拉明·（Lamine Yamal）     | 2007年7月13日         | 14   | 3    | 巴塞隆拿     |
| 21   | 中锋 | （Mikel Oyarzabal）       | 1997年4月21日         | 37   | 12   | 西班牙       |
| 26   | 左翼 | 艾約斯·佩雷斯（Ayoze Pérez）    | 1993年7月29日（30歲） | 2    | 1    | 贝蒂斯       |

### 近年入選名單
| 號碼 | 位置 | 球員姓名                             | 出生日期（年齡） | 出賽 | 入球 | 效力球會     |
| ---- | ---- | ------------------------------------ | ---------------- | ---- | ---- | ------------ |
|      |      | 阿里薩巴拉加（Kepa Arrizabalaga）    | 1994年10月3日    | 11   | 0    | 皇家馬德里   |
|      |      |                                      |                  |      |      |              |
|      | 后卫 | 保·（Pau Cubarsí）                   | 2007年1月22日    | 2    | 0    | 巴塞隆拿B    |
|      | 后卫 | （Pedro Porro）                      | 1999年9月13日    | 3    | 0    | 热刺         |
|      |      | 何塞·（José Gaya）                   | 1995年5月25日    | 18   | 3    | 瓦倫西亞     |
|      |      | （Pau Torres）                       | 1997年1月16日    | 22   | 1    | 阿斯頓維拉   |
|      |      | 伊尼戈·馬丁內斯（Iñigo Martínez）    | 1991年5月17日    | 12   | 0    | 巴塞隆拿     |
|      |      | 艾利克·加西亞（Eric García）         | 2001年1月9日     | 19   | 0    | 巴塞隆拿     |
|      |      | 大衛·加西亞（David García）          | 1994年2月14日    | 1    | 0    | 奧薩蘇納     |
|      |      | 弗蘭·加西亞（Fran García）           | 1999年8月14日    | 0    | 0    | 皇家馬德里   |
|      |      | 亚历杭德罗·巴尔德（Alejandro Balde） | 2003年10月18日   | 0    | 0    | 巴塞隆拿     |
|      |      | （César Azpilicueta）                | 1989年6月28日    | 42   | 1    | 馬德里競技   |
|      |      |                                      |                  |      |      |              |
|      | 中場 | 馬科斯·略倫特（Marcos Llorente）     | 1995年1月30日    | 19   | 0    | 马德里竞技   |
|      | 中場 | 阿歷斯·加西亞（Aleix García）        | 1997年6月28日    | 1    | 0    | 赫罗纳       |
|      | 中場 | （Oihan Sancet）                     | 2000年4月25日    | 4    | 1    | 西班牙       |
|      |      |                                      |                  |      |      |              |
|      | 前鋒 | （Pablo Sarabia）                    | 1992年5月11日    | 27   | 9    | 狼队         |
|      | 前鋒 | （Gerard Moreno）                    | 1992年4月7日     | 18   | 5    | 西班牙       |
|      | 左翼 | 安蘇·法蒂（Ansu Fati）               | 2002年10月31日   | 5    | 2    | 巴塞隆拿     |
|      | 前鋒 | （Marco Asensio）                    | 1996年1月21日    | 31   | 1    | 巴黎聖日耳曼 |

## 以往陣容
世界盃參賽名單
- 2022年卡達世界盃
- 2018年俄羅斯世界盃
- 2014年巴西世界盃
- 2010年南非世界盃
- 2006年德國世界盃
- 2002年日韓世界盃
- 1998年世界盃（英语：1998 FIFA World Cup squads#Group D）
- 1994年美國世界盃（英语：1994_FIFA_World_Cup_squads#Spain）
- 1990年意大利世界盃（英语：1990_FIFA_World_Cup_squads#Spain）
- 1986年墨西哥世界盃（英语：1986_FIFA_World_Cup_squads#Spain）
- 1982年西班牙世界盃（英语：1982_FIFA_World_Cup_squads#Spain）
- 1978年阿根廷世界盃（英语：1978_FIFA_World_Cup_squads#Spain）
- 1966年英格蘭世界盃（英语：1966_FIFA_World_Cup_squads#Spain）
- 1962年智利世界盃（英语：1962_FIFA_World_Cup_squads#Spain）
- 1950年巴西世界盃（英语：1950_FIFA_World_Cup_squads#Spain）
- 1934年意大利世界盃（英语：1934_FIFA_World_Cup_squads#.C2.A0Spain）

歐洲國家盃參賽名單
- 2024年德國歐國盃
- 2020年歐洲歐國盃
- 2016年法國歐國盃
- 2012年波蘭、烏克蘭歐國盃
- 2008年奧地利、瑞士歐國盃
- 2004年葡萄牙歐國盃
- 2000年荷蘭、比利時歐國盃
- 1996年英格蘭歐國盃
- 1988年西德歐國盃
- 1984年法國歐國盃
- 1980年意大利歐國盃
- 1964年西班牙歐國盃

洲際國家盃參賽名單
- 2013年巴西洲際國家盃
- 2009年南非洲際國家盃

### 著名球員
| - 薩拉 - 蘇亞雷斯 - 佩雷達 - 米歇爾 - 哥迪路 - 巴基羅 - 安歷基 - 阿當馬·查奧爾 |  | - 哥迪奧拿 - 阿方素 - 簡尼沙里斯 - 希亞路 - 魯爾 - 摩連迪斯 - 古迪 - 希古拿 - 祖亞昆 - 維辛迪 - 迪賀奴 |  | - 路易斯加西亞 - 佩奧爾 - 雷耶斯 - 卡斯拿斯 - 沙維 - 沙治奧拉莫斯 - 恩尼斯達 - 費蘭度托利斯 - 法比加斯 - 大衛·韋拿 |

## 歷任領隊
| 姓名                                  | 任期           | 比賽 | 勝 | 和 | 負 | 榮譽                                                                            |
| ------------------------------------- | -------------- | ---- | -- | -- | -- | ------------------------------------------------------------------------------- |
| 布魯·沙斯 (Francisco Bru)             | 1920           | 5    | 4  | 0  | 1  |                                                                                 |
| 巴拉基斯 (Pedro Parages)              | 1923–1924      | 3    | 1  | 1  | 1  |                                                                                 |
| 艾簡達拿 (Paulino Alcántara)          | 1951           | 3    | 1  | 2  | 0  |                                                                                 |
| 薩莫拉 (Ricardo Zamora)               | 1952           | 2    | 1  | 1  | 0  |                                                                                 |
| 艾斯卡廷 (Pedro Escartín)             | 1952–1953 1961 | 12   | 7  | 3  | 2  |                                                                                 |
| 比拉隆加 (José Villalonga Llorente)   | 1962–1966      | 22   | 9  | 5  | 8  | 1964年歐洲國家盃冠軍                                                            |
| 巴文亞 (Domènec Balmanya)             | 1966–1968      | 11   | 4  | 3  | 4  |                                                                                 |
| (Luis Molowny)                        | 1969           | 4    | 2  | 1  | 1  |                                                                                 |
| 米基爾·文奴斯 (Miguel Muñoz) (第一次) | 1969 1982–1988 | 63   | 32 | 16 | 15 | 1984年歐洲國家盃亞軍                                                            |
| 古巴拉 (László Kubala)                | 1969–1980      | 68   | 30 | 22 | 16 |                                                                                 |
| 辛達馬利亞 (José Santamaría)          | 1980–1982      | 24   | 10 | 8  | 6  |                                                                                 |
| 米基爾·文奴斯 (Miguel Muñoz) (第二次) | 1982-1988      |      |    |    |    |                                                                                 |
| 蘇亞雷斯 (Luis Suárez)                | 1988–1991      | 27   | 15 | 4  | 8  |                                                                                 |
| 維辛迪·米拉 (Vicente Miera)           | 1991–1992      | 8    | 4  | 2  | 2  |                                                                                 |
| 哈维尔·克莱门特 (Javier Clemente)     | 1992–1998      | 62   | 36 | 20 | 6  |                                                                                 |
| (José Antonio Camacho)                | 1998–2002      | 44   | 28 | 9  | 7  |                                                                                 |
| 伊納基·沙斯 (Iñaki Sáez)              | 2002–2004      | 23   | 15 | 6  | 2  |                                                                                 |
| 阿拉干尼斯 (Luis Aragonés)            | 2004–2008      | 54   | 38 | 12 | 4  | 2008年歐洲國家盃冠軍                                                            |
| 迪保斯基 (Vicente del Bosque)         | 2008–2016      | 114  | 87 | 10 | 17 | 2009年洲際國家盃季軍 2010年世界盃冠軍 2012年歐洲國家盃冠軍 2013年洲際國家盃亞軍 |
| 盧柏迪古 (Julen Lopetegui)            | 2016–2018      | 20   | 14 | 6  | 0  |                                                                                 |
| (Fernando Hierro)                     | 2018           | 4    | 1  | 3  | 0  |                                                                                 |
| 路易斯·恩里克 (Luis Enrique)(第一次)  | 2018–2019      | 7    | 5  | 0  | 2  |                                                                                 |
| 羅伯特·莫雷諾 (Robert Moreno)         | 2019           | 9    | 7  | 2  | 0  |                                                                                 |
| 路易斯·恩里克 (Luis Enrique)(第二次)  | 2019–2022      | 18   | 8  | 9  | 1  |                                                                                 |
| 路易斯·德拉富恩特 (Luis de la Fuente) | 2022–          |      |    |    |    | 2022–23年歐洲國家聯賽冠軍 2024年歐洲國家盃冠軍                                  |

## 外部連結
- 西班牙國家足球隊的Instagram帳戶

| 前任： 1960年蘇聯   | 歐洲國家盃冠軍 1964年（第一次奪冠）                                           | 繼任： 1968年意大利 |
| 前任： 2004年希臘   | 歐洲國家盃冠軍 2008年（第二次奪冠） 2012年（第三次奪冠） 2024年（第四次奪冠） | 繼任： 2016年葡萄牙 |
| 前任： 2020年義大利 | 歐洲國家盃冠軍 2024年（第四次奪冠）                                           | 繼任： 待定         |
| 前任： 2006年意大利 | 世界盃冠軍 2010年（第一次奪冠）                                               | 繼任： 2014年德國   |